# Municipio de Lower Creek (condado de Burke)
El municipio de Lower Creek (en inglés: Lower Creek Township) es un municipio ubicado en el  condado de Burke en el estado estadounidense de Carolina del Norte. En el año 2010 tenía una población de 2.830 habitantes.

## Geografía
El municipio de Lower Creek se encuentra ubicado en las coordenadas 35°49′59.47″N 81°40′26.36″O / 35.8331861, -81.6739889.